# Passiflora sprucei
Passiflora sprucei är en passionsblomsväxtart som beskrevs av Maxwell Tylden Masters. Passiflora sprucei ingår i släktet passionsblommor, och familjen passionsblomsväxter. Inga underarter finns listade i Catalogue of Life.